# Schlossruine Torgelow

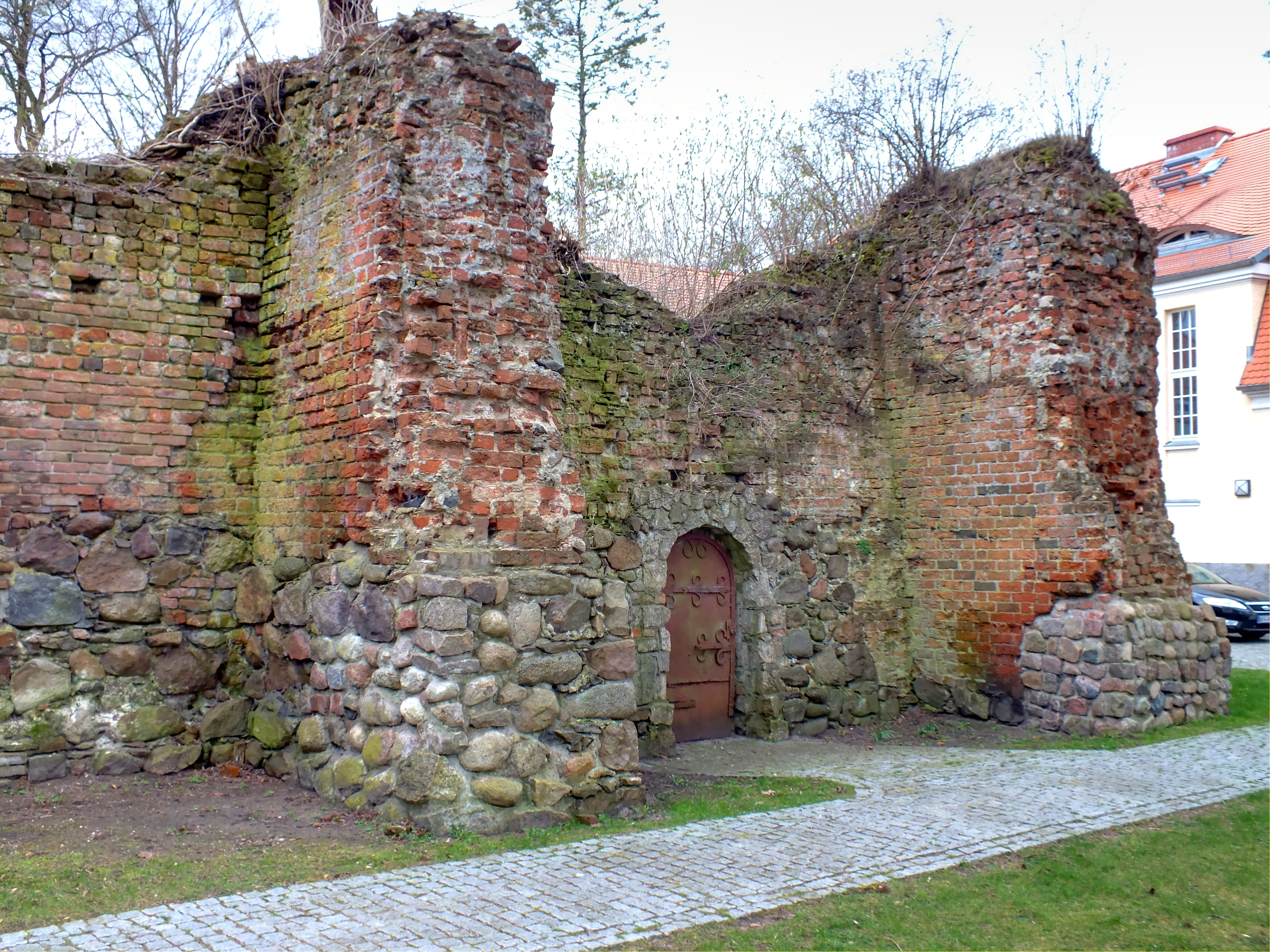
Schlossruine Torgelow

Die Schlossruine Torgelow in Torgelow (Mecklenburg-Vorpommern), Friedrichstraße 1 an der Ueckerbrücke wurde als Schloss des Adelsgeschlechtes von Muckerwitz im 15. Jahrhundert gebaut.
Die Ruine steht unter Denkmalschutz.

## Geschichte
Die Stadt Torgelow mit 8972 Einwohnern (2020) wurde 1281 erstmals als castro Turglowe erwähnt. Das Castro wurde zum askanischen Jagdschloss ausgebaut.
Pommerns Herzog Joachim überließ 1449 dem Pommern Bernd Mukerviz (Muckerwitz) Vogtei und Schloss Ueckermünde. 1454 belehnte Herzog Wartislaw IX. den Ritter mit der Vogtei und dem Schlossgut Alt-Torgelow als Amtssitz und die zugehörigen Güter für 3000 Rheinische Gulden. Da zu dieser Zeit ein zweites brandenburgisches Adelsgeschlecht Zacharias Hase zu Kufstein bei Torgelow/Eggesin residierte, wurde an der Gemarkungsgrenze unterschieden in Alt- und Neu-Torgelow. Die Familie des Raubritters Hase wurde am Ende des 15. Jahrhunderts des Landes verwiesen und die Haseburg zuvor zerstört. Mit Bernd von Muckerwitz († 8. Mai 1575) starb die Familie aus. Der Ritterbesitz wurde danach Domäne des Herzogtums Pommern-Wolgast.
Die Siedlung wurde im Dreißigjährigen Krieg zerstört. Es verblieb vom Schloss nur eine Ruine, deren Reste aus Feld- und Backsteinen bestehen.
In der Nachbarschaft steht als Freilichtbühne das Castrum Turglowe und eine denkmalgeschützte Villa mit einem Trauraum und der Touristen-Information.